# Дюхельсдорф
Дюхельсдорф (нем. Düchelsdorf) — община в Германии, в земле Шлезвиг-Гольштейн. 
Входит в состав района Герцогство Лауэнбург. Подчиняется управлению Беркентин.  Население составляет 152 человека (на 31 декабря 2010 года). Занимает площадь 3,01 км².